# Rosso di cadmio
Il rosso di cadmio è un colore tendente al rosso porpora.

## Descrizione
Caratterizzato da aspetto molto brillante, è spesso mischiato con gli altri colori del cadmio, od il giallo e il verde.

## Utilizzo
Viene utilizzato per dare tono ai quadri vivaci, e per questo è particolarmente amato dai pittori simil-Matisse. 